# Eslovaquia en los Juegos Paralímpicos de Lillehammer 1994
Eslovaquia estuvo representada en los Juegos Paralímpicos de Lillehammer 1994 por once deportistas, diez hombres y una mujer.

## Medallistas
El equipo paralímpico eslovaco obtuvo las siguientes medallas:
| Nombre           | Deporte      | Evento                          |
| ---------------- | ------------ | ------------------------------- |
| Oro              |              |                                 |
| —                |              |                                 |
| Plata            |              |                                 |
| Jozef Miština    | Esquí alpino | Descenso LW1/3 masculino        |
| Jozef Miština    | Esquí alpino | Eslalon LW1/3 masculino         |
| Jozef Miština    | Esquí alpino | Eslalon gigante LW1/3 masculino |
| Bronce           |              |                                 |
| Marcela Mišúnová | Esquí alpino | Eslalon LW6/8 femenino          |
| Jozef Miština    | Esquí alpino | Supergigante LW1/3 masculino    |